# Campioni di caratteri del mondo
La tabella riporta tutti i più comuni campioni di caratteri (o pangramma) nelle altre lingue. Eventualmente (come nella casella dedicata alla lingua tedesca) sono presenti anche più di una frase.

La frase utilizzata per i campioni di caratteri in italiano nella tabella non è riportata, anche se è la seguente:
La frase non contiene tutte le lettere, in quanto difetta delle lettere straniere (J, K, W, X ed Y).
| Lingua      | Frase | Traduzione | Utilizza tutte le lettere?                                                  |
| ----------- | --- | --- | --------------------------------------------------------------------------- |
| bulgaro     | Под южно дърво, цъфтящо в синьо, бягаше малко пухкаво зайче. | Un giovane morbido coniglio corre sotto un albero blu del sud in fiore. | Sì                                                                          |
| ceco        | Příliš žluťoučký kůň úpěl ďábelské ódy. | Un cavallo troppo giallo si lamentò delle odi del diavolo. | No (ma utilizza tutti i caratteri diacritici)                               |
| cinese      | 視野無限廣，窗外有藍天 | La vista è infinitamente grande. C'è un cielo celeste fuori dalla finestra. | No                                                                          |
| cinese      | 微風迎客，軟語伴茶 | La brezza dà il benvenuto all'ospite. Una voce soffice accompagna il tè. | No                                                                          |
| danese      | Quizdeltagerne spiste jordbær med fløde, mens cirkusklovnen Walther spillede på xylofon.                                                                                       | I concorrenti del quiz mangiavano fragole con panna mentre Walter il pagliaccio suonava lo xilofono. | Sì                                                                          |
| ebraico     | .דג סקרן שט לו בים זך אך לפתע פגש חבורה נחמדה שצצה כך | Un pesce curioso navigò in un mare pulito, e improvvisamente trovò una buona compagnia che era appena apparsa. | Sì                                                                          |
| esperanto   | Eĥoŝanĝo ĉiuĵaŭde. | Cambio di eco ogni giovedì. | No.                                                                         |
| estone      | See väike mölder jõuab rongile hüpata. | Questo piccolo mugnaio è capace di saltare sul treno. | No.                                                                         |
| finlandese  | Viekas kettu punaturkki laiskan koiran takaa kurkki. | L'astuta volpe rossa fece capolino dietro al pigro cane. | No.                                                                         |
| francese    | Voix ambiguë d'un cœur qui au zéphyr préfère les jattes de kiwis. | Voce ambigua di un cuore che alla brezza preferisce le ciotole di kiwi. (usato in Windows XP) | Sì, includendo i caratteri diacritici tranne la cediglia e il circonflesso. |
| francese    | Portez ce vieux whisky au juge blond qui fume. | Porti questo vecchio whisky al giudice biondo che fuma | Sì, ma senza diacritici.                                                    |
| giapponese  | いろはにほへと ちりぬるを わかよたれそ つねならむ うゐのおくやま けふこえて あさきゆめみし ゑひもせす                                                                          | Perfino i colori e il dolce profumo / potranno eventualmente svanire / Anche il nostro mondo / Non è eterno / Le profonde montagne della vanità / Superale oggi / E i sogni superficiali / Non ti deluderanno più.                                | Tutti gli Hiragana tranne ん                                                |
| greco       | Θέλει αρετή και τόλμη η ελευθερία. (Ανδρέας Κάλβος) | La libertà necessita di virtù e coraggio. (Andreas Kalvos) | No                                                                          |
| greco       | Ο καλύμνιος σφουγγαράς ψιθύρισε πως θα βουτήξει χωρίς να διστάζει. | L'uomo-spugna di Kalymnos sussurrò che si sarebbe tuffato senza esitazioni. | Sì (anche se non sono incluse tutte le lettere accentate)                   |
| inglese     | The quick brown fox jumps over the lazy dog. | La veloce volpe marrone balza sopra il cane pigro. | Sì                                                                          |
| inglese     | Pack my box with five dozen liquor jugs. | Imballa il mio pacco con cinque dozzine di giare di liquore. | Sì                                                                          |
| inglese     | The five boxing wizards jump quickly. | I cinque maghi pugili saltano velocemente. | Sì                                                                          |
| inglese     | Jackdaws love my big sphinx of quartz. | Le cornacchie amano la mia grande sfinge di quarzo. | Sì                                                                          |
| coreano     | 다람쥐 헌 쳇바퀴에 타고파. (Windows Vista) | Uno scoiattolo vuole cavalcare una vecchia ruota per criceti. | Non usa tutte le vocali                                                     |
| lettone     | Sarkanās jūrascūciņas peld pa jūru. | Porcellini di mare rossi nuotano nel mare. | No                                                                          |
| norvegese   | Høvdingens kjære squaw får litt pizza i Mexico by. | Il caro squaw del capo si prende una piccola pizza a Città del Messico. | Sì                                                                          |
| polacco     | Pchnąć w tę łódź jeża lub ośm skrzyń fig. | Metti dentro questa barca un porcospino oppure otto scatole di pesci. | Sì                                                                          |
| olandese    | Pa's wijze lynx bezag vroom het fikse aquaduct. | La saggia lince di papà ha pietosamente considerato il notevole acquedotto. | Sì (ma non include gli accenti)                                             |
| portoghese  | Vejam a bruxa da raposa Salta-Pocinhas e o cão feliz que dorme regalado. | Guarda la strega della volpe e il cane felice che dorme lieto. | No                                                                          |
| romeno      | Agera vulpe maronie sare peste câinele cel leneş. | La veloce volpe marrone balza sopra il cane pigro. | No                                                                          |
| russo       | Съешь ещё этих мягких французских булок да выпей же чаю. | Mangia alcune di queste delicate ciambelle francesi e bevi del tè. | Sì                                                                          |
| serbo       | Чешће цeђење мрeжастим џаком побољшава фертилизацију генских хибрида. | Del filtraggio più frequente attraverso il sacchetto reticolare migliora la fecondazione degli ibridi genetici. | Sì                                                                          |
| serbo       | Češće ceđenje mrežastim džakom poboljšava fertilizaciju genskih hibrida. | Del filtraggio più frequente attraverso il sacchetto reticolare migliora la fecondazione degli ibridi genetici. | Sì                                                                          |
| slovacco    | Kŕdeľ šťastných ďatľov učí pri ústí Váhu mĺkveho koňa obhrýzať kôru a žrať čerstvé mäso.                                                                                       | Un felice stormo di picchi dalla sorgente del fiume Váh sta insegnando a un silenzioso cavallo a sgranocchiare la corteccia e cibarsi di carne fresca.                                                                                            | Sì                                                                          |
| spagnolo    | El veloz murciélago hindú comía feliz cardillo y kiwi. La cigüeña tocaba el saxofón detrás del palenque de paja.                                                               | Il veloce pipistrello Hindu stava allegramente mangiando kiwi e cardi. La cicogna suonava il sassofono dietro alla palizzata di paglia. | Sì                                                                          |
| svedese     | Flygande bäckasiner söka hwila på mjuka tuvor. | Beccaccini volanti presto cercheranno di riposare su dei soffici letti d'erba. | Sì, tranne la Q, X e la Z                                                   |
| tedesco     | Zwölf Boxkämpfer jagen Viktor quer über den großen Sylter Deich. | Dodici pugili inseguono Viktor sopra la grande diga di Sylt. | Sì (includendo le dieresi e la ß)                                           |
| tedesco     | Franz jagt im komplett verwahrlosten Taxi quer durch Bayern. | Franz guida un taxi totalmente fatiscente attraversando la Baviera. | Sì (escludendo la dieresi e la ß)                                           |
| thailandese | เป็นมนุษย์สุดประเสริฐเลิศคุณค่า กว่าบรรดาฝูงสัตว์เดรัจฉาน จงฝ่าฟันพัฒนาวิชาการ อย่าล้างผลาญฤๅเข่นฆ่าบีฑาใคร ไม่ถือโทษโกรธแช่งซัดฮึดฮัดด่า หัดอภัยเหมือนกีฬาอัชฌาสัย ปฏิบัติประพฤติกฎกำหนดใจ พูดจาให้จ๊ะ ๆ จ๋า ๆ น่าฟังเอยฯ. | Essere un uomo merita Al di là di animali senza senso Inizia ad educare te stesso Smettila di preoccuparti e di uccidere L'orso non è astio, dannato e maledetto Inizia a perdonare e a fare sport Rispettando le regole Fai un discorso benigno. | Sì, tranne ฦ                                                                |
| turco       | Pijamalı hasta, yağız şoföre çabucak güvendi. | Paziente e col pigiama, un fidato autista con la carnagione scura velocemente. | Sì                                                                          |
| ungherese   | Egy hűtlen vejét fülöncsípő, dühös mexikói úr Wesselényinél mázol Quitóban. | Un uomo messicano arrabbiato, che aveva catturato il suo sleale cugino per legge, sta pitturando la casa di Wesselényi in Quito. | No                                                                          |